# Nationaal park Ķemeri
Het Nationaal park Ķemeri (Lets: Ķemeru nacionālais parks) is een nationaal park in Letland bij de plaats Ķemeri ten westen van Jūrmala. Het park is opgericht in 1997 en heeft een oppervlakte van 381,65 km², waarmee het het op twee na grootste nationale park van het land is. Het grondgebied van het park omvat vooral bossen en moerasgebieden, waarvan het Grote Ķemerimoeras (Lets: Lielais Ķemeru tīrelis) de belangrijkste is. Er zijn ook verschillende meren, welke voormalige lagunes van de Littorinazee zijn.
Het Kaņierismeer is een Ramsargebied. Het park beschermt ook de beroemde zwavelhoudende bronnen en geneeskrachtige modder, die al eeuwen gebruikt worden voor hun geneeskrachtige werking. De bronnen hebben in de 19e eeuw geleid tot het ontstaan van een aantal kuuroorden.
In 1957 was er kortstondig een natuurreservaat bij Ķemeri. Vervolgens werden er speciale zones beschermd, totdat in 1997 het huidige nationale park werd opgericht.

## Ecosysteem

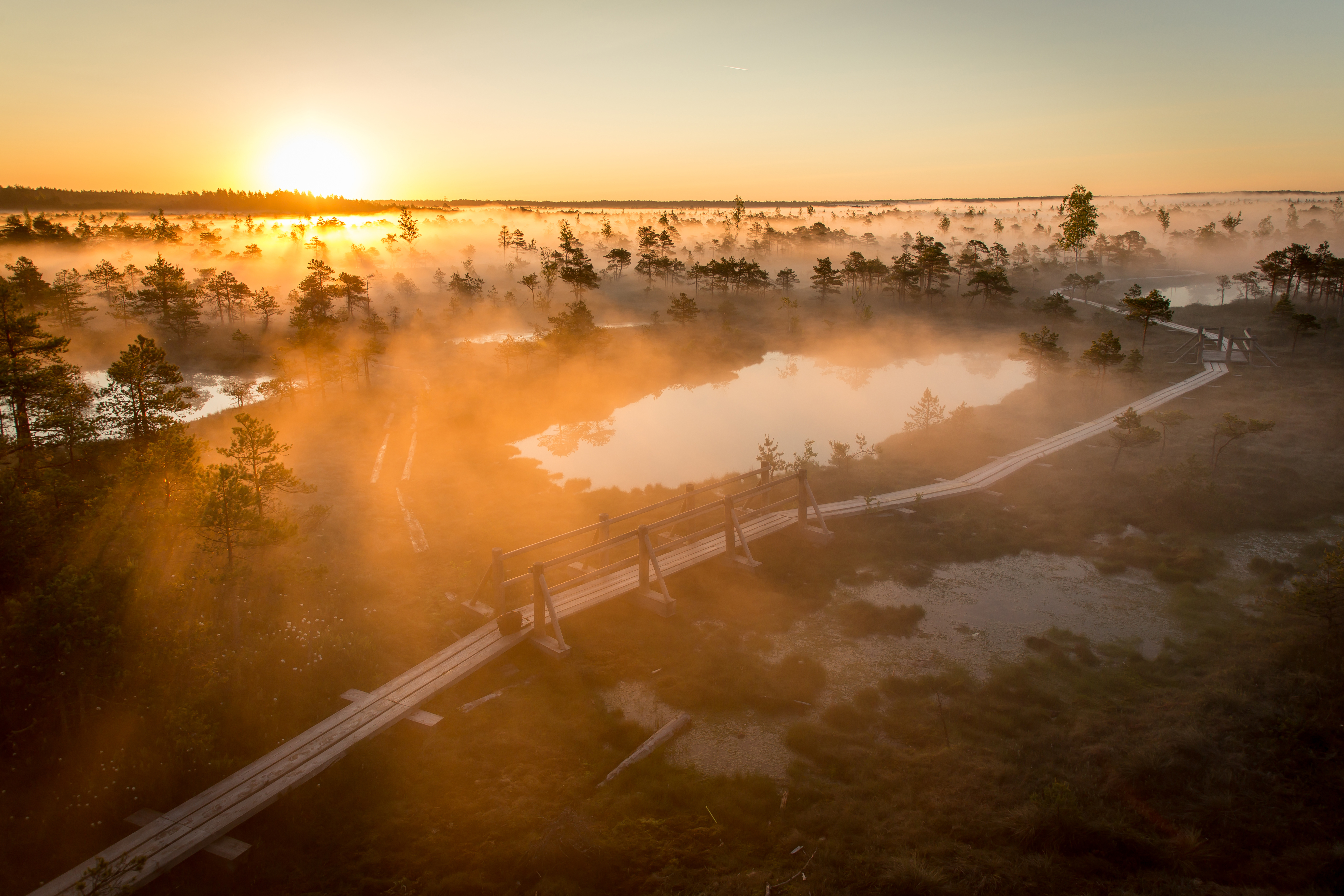
Ķemeri bij zonsondergang

Bossen bezetten 57% van de totale oppervlakte van het park. Ze zijn relatief gelijkmatig verdeeld in het hele gebied van het nationaal park. Op de zandgronden langs de kust zijn karakteristieke naaldbossen te vinden. Aan het Slokasmeer vindt men zeldzame boomsoorten.
24% wordt bezet door draslanden. Zowel laag-, overgangs- en hoogveen zijn hier te vinden. Het Grote Ķemeriveen is een typisch hoogveenmoeras en internationaal belangrijk drasland. Anderen werden voor turfwinning drooggelegd en zullen nog zeker honderd jaar nodig hebben om zich te herstellen. Veel soorten planten gedijen in het veen, vooral mossen en orchideeën.
Graslanden, zowel droge als natte, bezetten 6% van het grondgebied.
Water, in de vorm van meren, rivieren, zwavelbronnen en de zee, bezet 10% van het grondgebied van het park. Van de vele meren in het gebied zijn het Kaņieris- en Slokasmeer de grootste.
Er bevinden zich enkele kleine, langzaam stromende rivieren in het gebied. De loop van de Slocene ligt bijna volledig in het beschermde gebied. Langs de oevers vindt men verschillende beschermde soorten zoals de zoetwaterneriet, Bataafse stroommossel, ijsvogel, zwarte ooievaar, watervleermuis, meervleermuis en otter. Bij de Vēršupīte vindt men zwavelbronnen en vochtige loofbossen. Veel van de uitstromende rivieren zijn in het verleden aangepast om de moerassen te ontwateren en voor landbouw geschikt te maken. In 2005 en 2006 werden met steun van de Europese Unie projecten begonnen om de kanaliseringen van rivieren en ontwatering van draslanden ongedaan te maken.
Gauja · 
Ķemeri ·  
Rāzna · 
Slītere